# Капронье, Жан-Батист
Жан-Батист Капронье (фр. Jean-Baptiste Capronnier; 1 февраля 1814, Париж — 31 июля 1891, Схарбек) — бельгийский художник, рисовальщик, живописец и мастер картонов для расписных витражей. Много сделал для возрождения витражной живописи, изучения старых методов перегородчатого расписного витража.
По рисункам Капронье созданы витражи для церквей в Брюсселе, Брюгге, Амстердаме. Художнику заказывали витражи для Франции, Италии и Англии. На Всемирной выставке 1855 года в Париже Капронье получил единственную медаль, присуждённую за витражную живопись.

## Биография
Жан-Батист Франсуа Капронье родился в Париже в семье Жана-Франсуа Капронье, живописца по фарфору и позолотчика, бывшего мастера Королевской мануфактуры в Севре, и Марии-Анриетты Пармантье.
Отец Жана-Батиста Капронье поселился в Схарбеке в 1820 году, чтобы заняться своим ремеслом живописца по фарфору. Жан-Франсуа Капронье начал исследования традиционной техники витражей и в 1828 году получил патент от короля Нидерландов Вильгельма I. В 1834 году ему было поручено восстановить витражи собора Святых Михаила и Гудулы в Брюсселе. В выполнении этого заказа принимал участие его сын Жан-Батист.
С 1839 года Жан-Батист Капронье взял на себя управление мастерской отца. Оба считаются главными обновителями искусства витража и росписи по стеклу, искусства, которое давно вышло из употребления в Бельгии. В XIX веке Капронье Младший отреставрировал большинство крупных витражей в соборах и церквях Бельгии. С 1863 года реставрация витражей подчинялась более строгим правилам: картоны для витражей должны были изготавливаться заранее и представляться на утверждение в Королевскую комиссию по памятникам. Для создания витражных проектов Жан-Батист Капронье привлекал талантливых художников, таких как Шарль де Гру, Константин Менье, Франсуа-Жозеф Навез.
Капронье приобрёл комфортабельный дом в Схарбеке, где оборудовал большую витражную мастерскую. В 1862 году он получил бельгийское гражданство. Он также приобрёл известность как реставратор старинных витражей и автор копий, сделанных для Брюссельского археологического музея.
Капронье также был энтомологом, специализирующимся на чешуекрылых, и стал членом Королевского бельгийского энтомологического общества.
За свою многостороннюю деятельность стал кавалером (1860) и офицером (1881) бельгийского Ордена Леопольда I.

## Галерея
- Витраж церкви Святого Петра (Церковь Ирландии) (англ.), Питерс-Хилл, Дроэда, графство Лаут, Ирландия
- Деталь витража церкви Святого Петра (Церковь Ирландии), Питерс-Хилл, Дроэда, графство Лаут, Ирландия
- Деталь витража церкви Святого Петра. Дроэда. Ирландия
- Аллегория страстей Иисуса. Церковь Святого Николая (англ.), Гент, Бельгия
- Три сцены легенды о Чудесном Таинстве (Sacrament van Mirakel). Ок. 1870. Собор Святых Михаила и Гудулы, Брюссель, Бельгия
- Воскресение Христа. Собор Святого Колмана (англ.), Клойн, графство Корк, Ирландия
- Роза в Кафедральном соборе Турне, Бельгия